# Lala Mustafa Pacha

Lala Mustafa Pacha appelé aussi Lala Kara Mustafa Pacha (1500-7 août 1580) était un général et homme d'État ottoman.

## Biographie
Il s'est élevé à la position de Beylerbey (gouverneur) de Damas, puis à celle de Cinquième Vizir. Il a commandé les forces terrestres ottomanes lors de la conquête de Chypre, auparavant vénitienne, en 1570-1571 et dans la campagne contre la Géorgie en 1578. Plus tard, il a été Grand Vizir du 28 avril au 7 août 1580.
Le titre honorifique de Lala signifie « précepteur du Sultan ». Il avait été précepteur des fils du Sultan. Mustafa était connu pour sa cruauté envers les opposants vaincus, une réputation qui a été amplement confirmée par le traitement infligé à Marco Antonio Bragadin, le défenseur vénitien de Famagouste. Il l'avait fait écorcher vif, d'où le nom de Kara (en turc: noir) qu'on lui a accordé. Il était marié à Hümasah Sultan, petite-fille du Sultan Suleiman et seul enfant de Sehzade Mehmed, avec qui il eut un fils qui mourut enfant.